# Palamós (San Guim de Freixanet)
Palamós es una entidad de población española del municipio de San Guim de Freixanet, perteneciente a la provincia de Lérida, en la comunidad autónoma de Cataluña.

## Historia
Hacia mediados del siglo XIX, el lugar era referido como una cuadra. Aparece descrito en el duodécimo volumen del Diccionario geográfico-estadístico-histórico de España y sus posesiones de Ultramar de Pascual Madoz con las siguientes palabras:

PALAMÓS: cuadra que forma parte del ayunt. de Rabasa, en la prov. de Lérida (14 1/2 leg.); part. jud. de Cervera (2 1/2), aud. terr. y c. g. de Barcelona (19), dióc. de Vich (22). sit. en una alturita donde reina el viento N., y el clima es sano. Se compone de 2 casas; una fuente dist. 1/4 de hora, é igl. (San Juan Bautista) aneja de la parr. de Rabasa, y cementerio de tras de ella: confina por N. con el mismo Rabasa; E. Monmaneo; S. Pomar, y O. Monlleo: el terreno es de mala calidad y secano, le cruzan algunos caminos de herradura: recibe la correspondencia de Cervera donde van á buscarla. prod.: trigo y vino; cria ganado lanar y vacuno para la labranza, y mucha caza de perdices, liebres y conejos. pobl.: (va incluida en la de Rabasa).
(Madoz, 1849, p. 524)

En la actualidad, pertenece al municipio de San Guim de Freixanet. 
En 2022, la entidad singular de población tenía empadronados tres habitantes y el núcleo de población, los mismos.